# Бакулина, Наталья Михайловна
Наталья Михайловна Бакулина (11 февраля 1989) — российская футболистка, защитница.

## Биография
В 2005—2006 годах была в заявке клуба «Чертаново», игравшего в высшей лиге России. В 2007 году выступала за другой московский клуб, «Измайлово», провела не менее 3 матчей в высшей лиге. В 2008 году также была в заявке «Измайлово», но на поле не выходила.
Также выступала в мини-футболе. В чемпионате России сезона 2007/08 в составе клуба «Лидер-ИТИГ» (Москва) забила не менее 15 голов.
С 2005 года играла за юниорскую (до 17 лет) сборную России. За молодёжную сборную России (до 19 лет) сыграла не менее 8 матчей, забила один гол в отборочной игре молодёжного первенства Европы против Германии (3:8).
Дальнейшая судьба неизвестна.